# Ізенгеймський вівтар
Ізенгеймський, або Ізенгаймський вівтар (нім. Isenheimer Altar) — головний і найвідоміший твір німецького художника Північного Відродження Маттіаса Грюневальда і шедевр німецької живопису, нині зберігається в музеї Унтерлінден на території домініканського монастиря в ельзаському місті Кольмар, тепер Франція.
Вівтар був замовлений Грюневальду орденом антонітів для свого монастиря в Ізенгаймі (фр. Issenheim) — містечку, розташованому в Ельзасі за 20 км від Кольмара — і став його головним вівтарем. Точна дата створення вівтаря невідома, Маттіас Грюневальд написав його приблизно в період з 1506 по 1515 рік. Скульптури і різьблені роботи по дереву для вівтаря були виконані ельзаським майстром Ніколасом з Агено.
Ізенгеймський вівтар має стулчасту будову, тобто є вівтарем-складнем, і складається з основної частини — короба і двох пар рухомих живописних стулок, і таким чином можливі три варіанти розгортки (конфігурації) вівтаря. На першій (зовнішній) розгортці зображена сцена розп'яття Христа — «Голгофа».
До 1793 року вівтар знаходився в церкві Ізенгейма. У неспокійні часи Французької революції за наказом комісарів молодої Французької республіки картини і скульптури були перевезені на зберігання до районного міста Кольмар. Різьблені дерев'яні деталі залишилися в Ізенгеймі і з 1860 року загублені. Три розгортки вівтаря нині експонуються в Кольмарі окремо.

## Історія створення

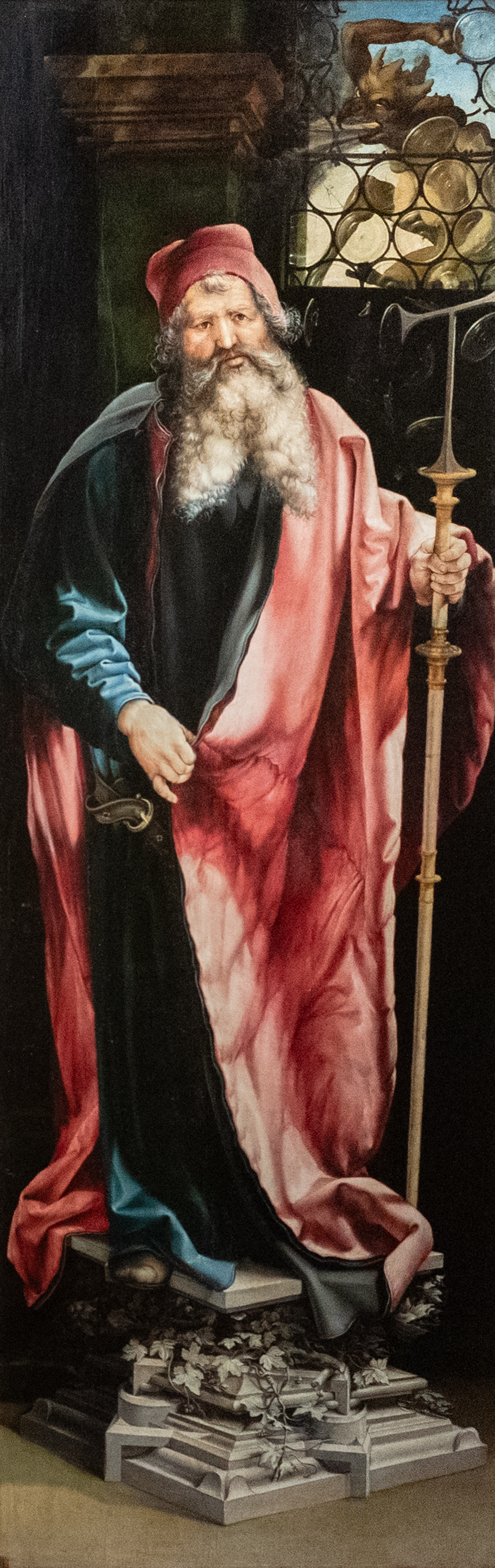
Святий Антоній, покровитель ордена антонітів. Стулка першої розгортки вівтаря.

### Орден антонітів
Чернечий орден антонітів був заснований близько 1070 року і був жебручим орденом, ченці якого займалися доглядом і лікуванням хворих. У першу чергу монахи-антоніти славилися своїм досвідом у лікуванні хворих під час частих в той час епідемій ерготизму, що викликається ріжками. Отруєння цим грибком, що вражав злакові, особливо жито, викликало пекучий біль, який називали «святим», або «Антонієвим вогнем». Орден піклувався про хворих Антонієвим вогнем, щоб заслужити захист у святого Антонія. Під час епідемій чорної смерті антоніти брали на лікування також хворих чумою в надії на підтримку святого Антонія.
Ізенгеймський монастир антонітів розташовувалася на давній римській дорозі, що з'єднувала землі Майна з Базелем, за якою паломники прямували в Сантьяґо-де-Компостела і Рим. Ізенгеймський вівтар призначався для монастирської лікарняної каплиці. Лікування хворих у монастирі починалося саме біля вівтаря: або святий Антоній зробить чудо і допоможе хворому, або вівтар послужить духовною утіхою нещасному. В Середні віки медитативні картини, до яких відноситься й Ізенгеймський вівтар, вважалися «квазі-медициною» («quasi medicina»), люди вірили в їх лікувальні властивості: ідентифікуючи себе з образами на картині, хворий наповнювався духовною силою, яка допомагала йому впоратися з тілесними стражданнями.

### Вівтар Орліако
В Ізенгеймському монастирі вже був стулковий вівтар під назвою «Вівтар Орліако». У закритому вигляді на його двох зовнішніх стулках була зображена сцена Благовіщення: на лівій стулці — ангел, на правій — Діва Марія. На внутрішніх стулках були зображені сцена поклоніння немовляті з одного боку і св. Антоній та настоятель Ізенгеймського монастиря Жан Орліако (Jean d'Orliaco) — з іншого. На замовлення настоятеля чотири фігури на внутрішніх стулках вівтаря були виконані в 1475 році художником Мартіном Шонгауером. В центрі вівтаря розташовувалася дерев'яна скульптура Діви Марії (тепер в Луврі). Проте вже до 1485 року настоятель Орліако замовив у різьбяра Ніколаса з Агено (Niklaus von Hagenau) нові дерев'яні скульптури для нового вівтаря. Німецький історик мистецтва Цирманн припускає, що до того часу вівтар Орліако вважався застарілим. Коли і чому саме Грюневальду був доручений розпис вівтаря для цього воґезького монастиря, залишилося невідомим.

## Композиція вівтаря
Протягом літургійного року стулки вівтаря відкривали по певних датах, розкриваючи картини, відповідні релігійній події. У Ізенгеймського вівтаря три варіанти розгортки, у більшості стулкових вівтарів їх тільки два. Основу вівтаря складає дерев'яний короб. Вінчає вівтар філігранне позолочене ажурне різьблення.
Відомо, що Штуппахську мадонну Грюневальд писав під враженням від описів видінь св. Бригіти Шведської. В Ізенгеймському вівтарі відчувається вплив на художника праць черниці Гільдегарди Бінгенської.

### Перша розгортка
Під час адвенту і посту вівтар перебував у закритому стані. Перед глядачами в ці дні поставала картина «Голгофа» — трагічна сцена розп'яття Христа — з образами св. Антонія і св. Севастіана на бічних стулках і пределла із зображенням сцени оплакування Христа (яку іноді називають «Покладанням в труну»). Такий вид вівтаря називається першою розгорткою.
Картина «Голгофа» Ізенгеймського вівтаря висотою 269 см і шириною 307 см є найбільшим твором на цей сюжет в історії європейського живопису. Дещо зміщений від центру праворуч, на ній домінує хрест. Дугоподібна лінія перекладини хреста направлена до фігур святих на стулках, еліпс в композиції картини замикає фігура Христа на пределлє, підійнятого на руках Івана.

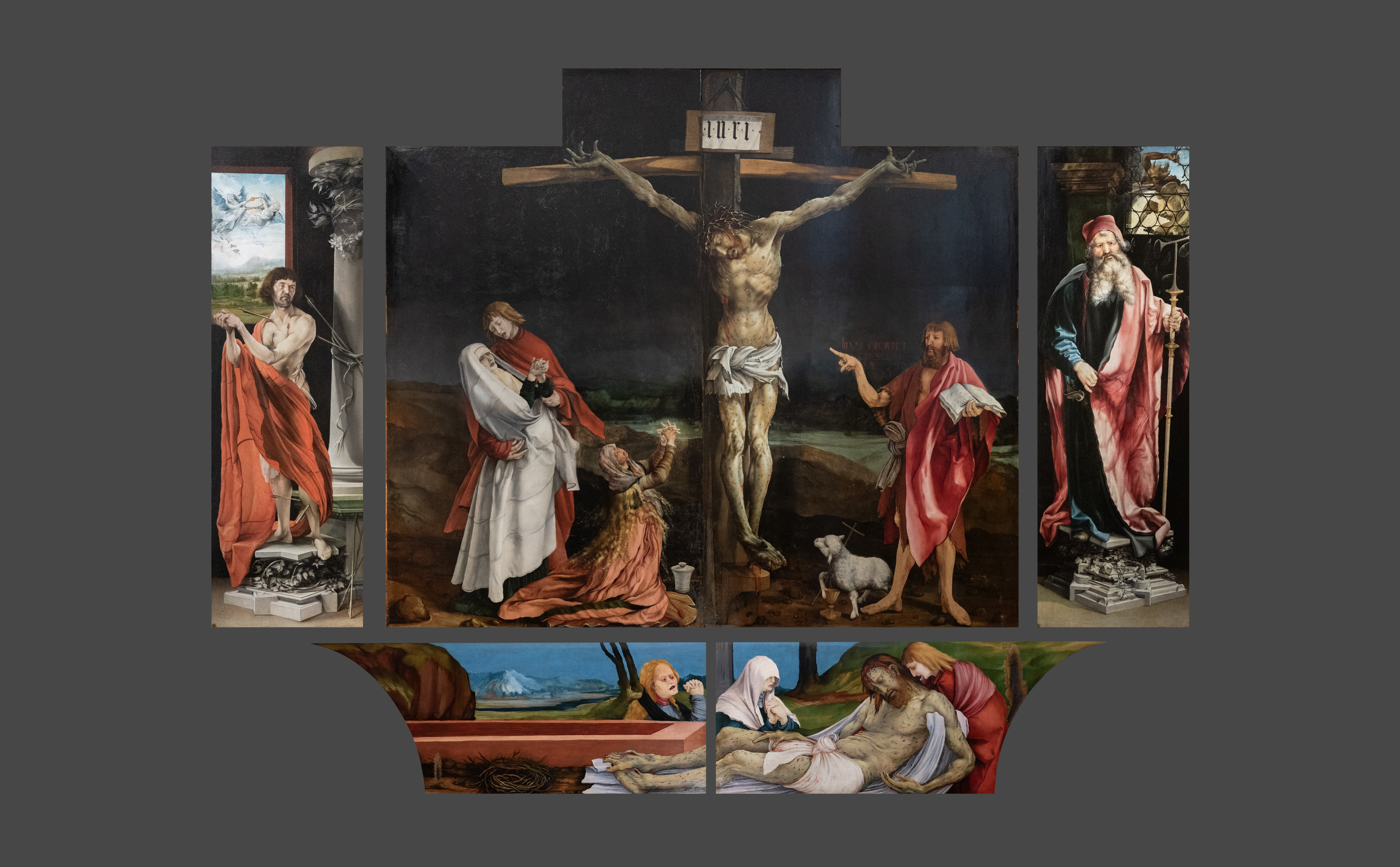
Перша розгортка вівтаря.

Розташування стулок зі святими щодо центральної частини вівтаря має свою історію. Згідно з описом, наведеним в першій публікації про творчість Грюневальда Генріхом Альфредом Шмідом в 1911 році, аж до 1960 років св. Антоній традиційно розміщувався з ліворуч від «Голгофи» по відношенню до глядача, а св. Севастіан — праворуч. Колони на стулках при такому розташуванні обрамляли центральну частину, а обидві фігури при такому розташуванні були розгорнуті до центральної сцени розп'яття.
З 1965 року перша розгортка Ізенгеймського вівтаря демонструється в музеї Унтерлінден з протилежним розташуванням стулок (як на ілюстрації праворуч). Про правильність такого розташування стулок свідчать в першу чергу наявні елементи кріплення, а також вцілілий докладний опис вівтаря, складений в 1781 р. Францем Християном Лерзе. Хоча фігури святих в такому розташуванні розгорнуті в сторони від центральної картини, але світла пляма вікна на стулці Себастьяна і маленьке віконце з бісеням більше не знаходяться в безпосередній близькості від темної «Голгофи».

### Друга розгортка

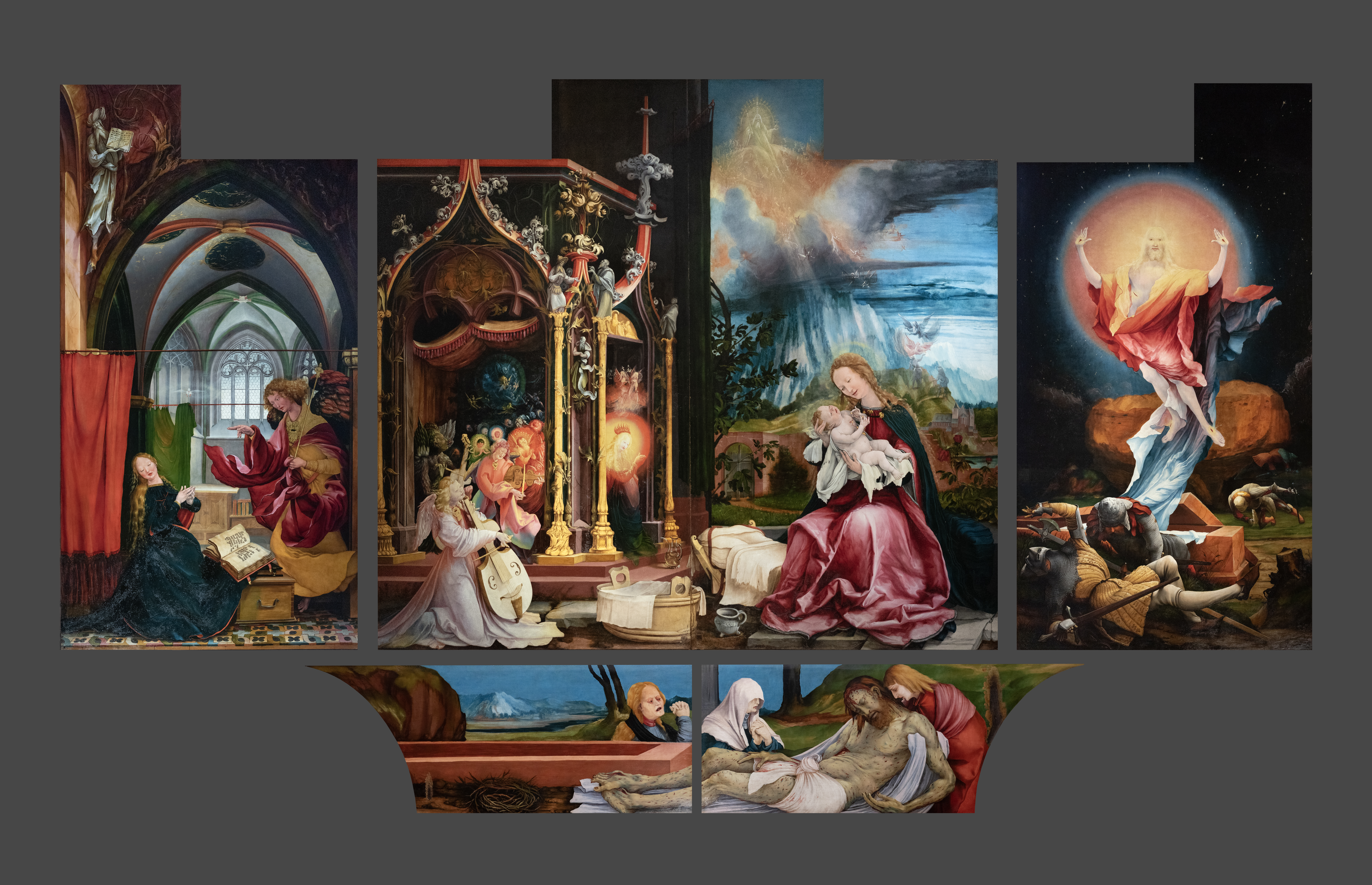
Друга розгортка вівтаря.

Коли відкриваються перші стулки вівтаря з зображенням Розп'яття, пределла зі сценою оплакування Христа залишається на місці. Другою розгорткою Ізенгеймського вівтаря монахи могли милуватися в різдвяні дні. Навіть у світлі святкові дні пределла служила нагадуванням про те, що за радістю народження слідує гіркота втрати.
Фігури святих на стулках першої розгортки повністю ховаються за наступною парою стулок. Вся увага глядача зосереджена на центральній частині вівтаря — так званому «Ангельському концерті» і «Втіленні Христа». Поділ центральної частини вівтаря на дві картини стає практично непомітним з деякою відстані. Одна сцена плавно перетікає в іншу через з'єднуючу сюжети чорну завісу. Різдвяна картина обрамлена з двох сторін стулками з іконографічно незвичайними зображеннями «Благовіщення» і «Воскресіння».

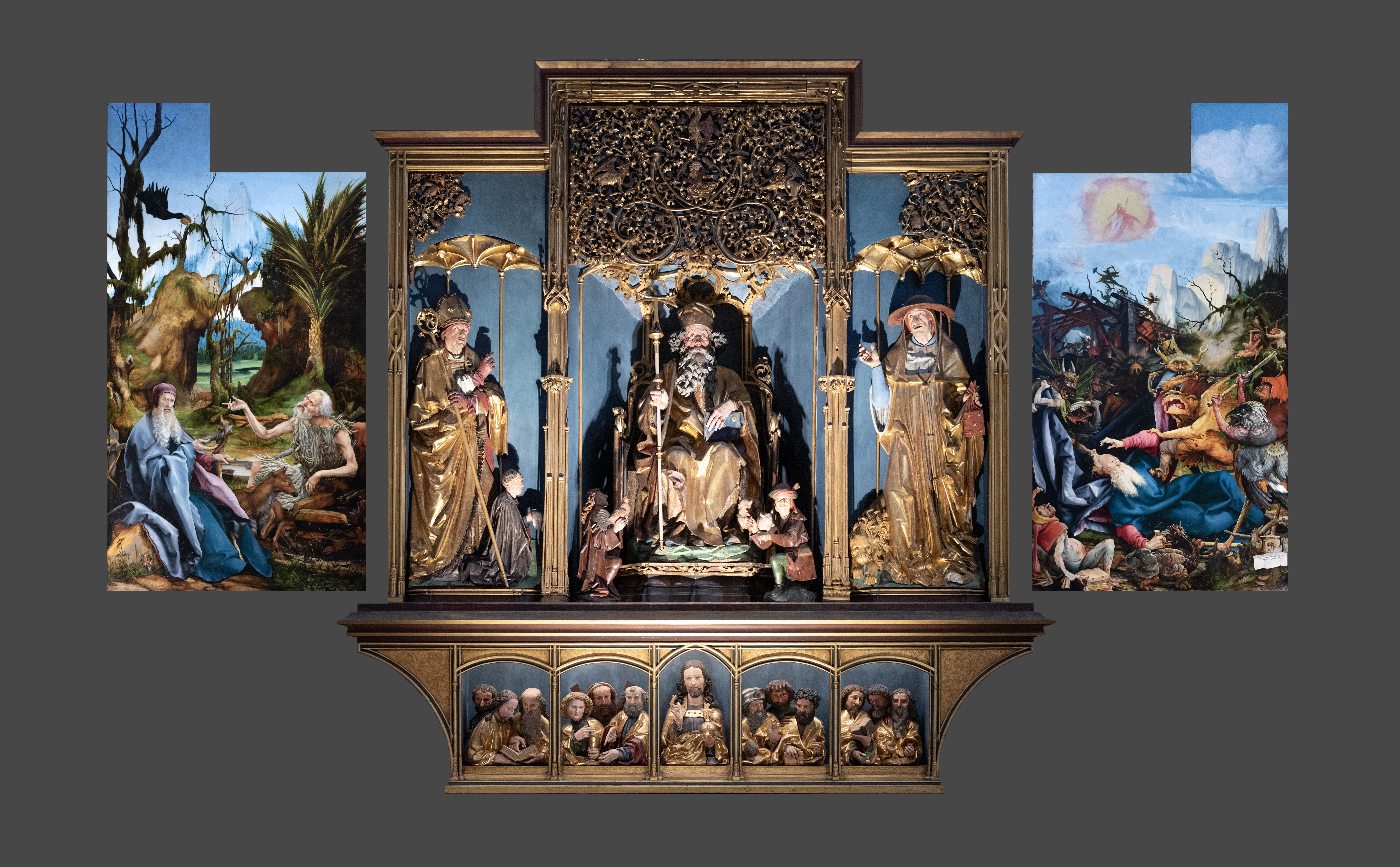
Третя розгортка

### Третя розгортка

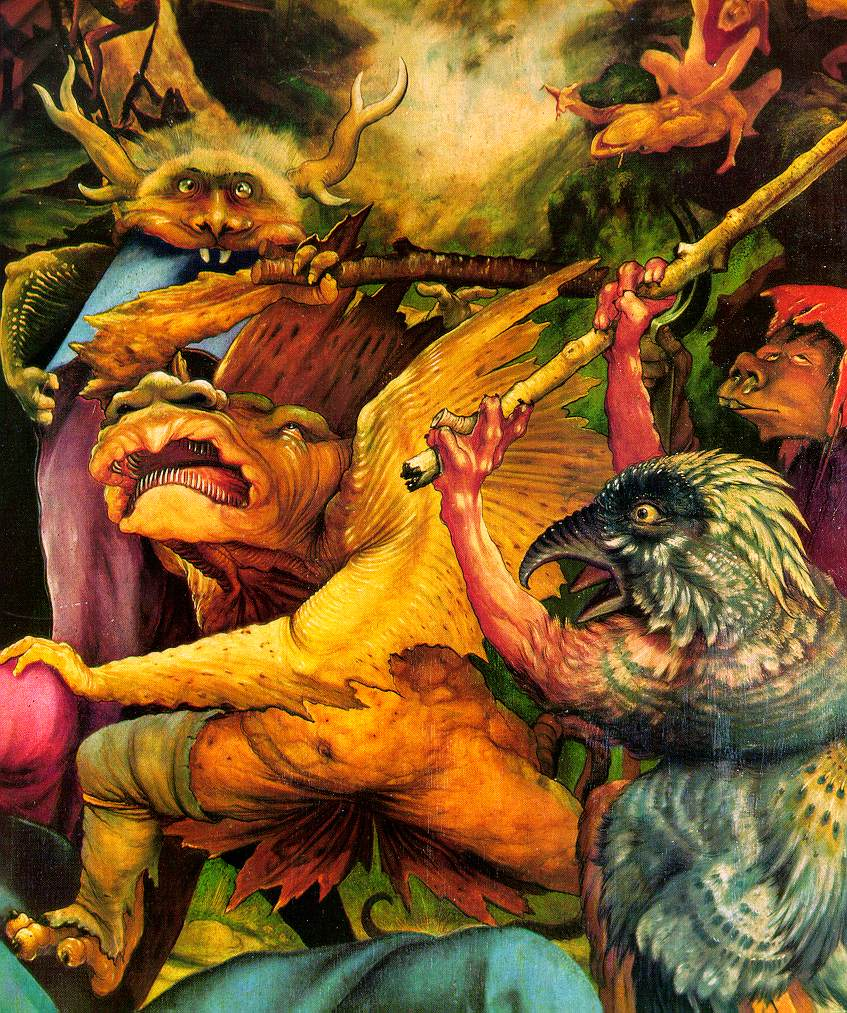
Фрагмент сцени Спокуса святого Антонія, правого крила третьої розгортки Ізенгеймського вівтаря, 1512–1516

За третьою парою стулок ховається головна картина вівтаря — дерев'яний короб вівтаря з багатофігурною скульптурною композицією, виконаною, як припускають, різьбярем по дереву Ніколасом. Це постаті святих Антонія, Августина і Ієроніма. Ліворуч розташований Августин, якому антоніти зобов'язані своїм статутом. Біля ніг Августина — уклінна фігура замовника вівтаря Жана Орліако. У центрі на троні сидить св. Антоній. Бородатий городянин підносить святому півня, а селянин — свиню (в ті часи в кожному селі для антонітських монастирів спеціально відгодовували свиней для оплати лікування хворих в монастирських лікарнях). Св. Ієроніма праворуч від Антонія супроводжує вірний йому лев, якого святий відповідно до популярної притчі вилікував, вийнявши скалку з його лапи.
В пределлє третьої розгортки знаходяться скульптурні зображення Христа і апостолів. Ця розгортка повністю присвячена св. Антонію — про життя святого оповідають бічні стулки вівтаря. Зліва зображена сцена відвідування св. Антонієм Павла Відлюдника, права стулка описує спокуси св. Антонія, на які натякає бісеня за спиною св. Антонія ще на найпершій стулці вівтаря. Фігура зліва в нижній частині правої стулки — хворий «Антонієвим вогнем».
Ізенгеймський вівтар розкривався у третій розгортці тільки 17 січня, в день св. Антонія.

## Пределла першої і другої розгорток

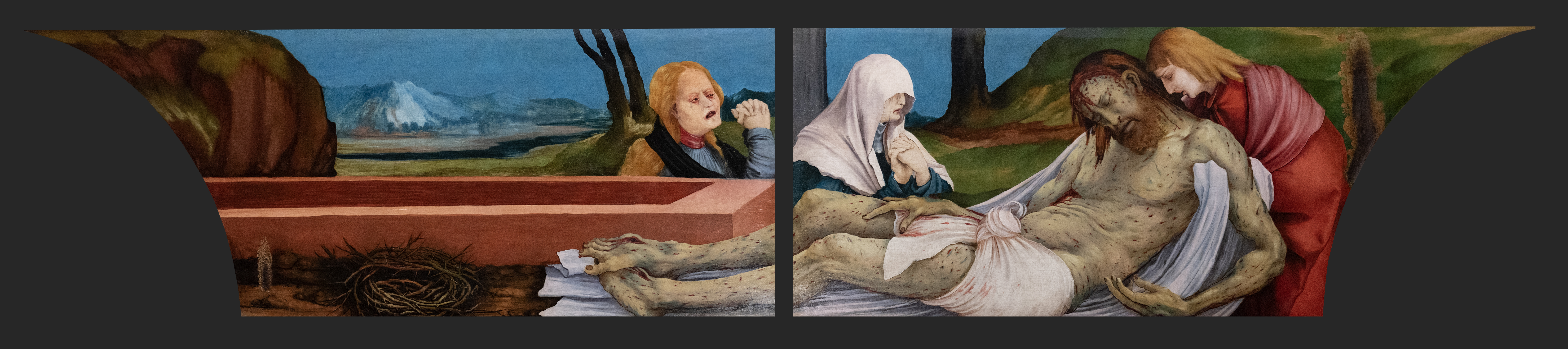
Пределла «Оплакування Христа».

Розписана Грюневальдом пределла вівтаря має висоту 67 см і ширину 341 см. Зазвичай вона носить назву «Оплакування Христа», оскільки тут є персонаж, про присутність якого не згадується ні в одному з чотирьох Євангелій: над тілом Христа схилився апостол Іван. За процесом спостерігає, ламаючи в муках руки, прихована хусткою Марія. За нею знаходиться фігура Марії Магдалини.

## Картини першої розгортки

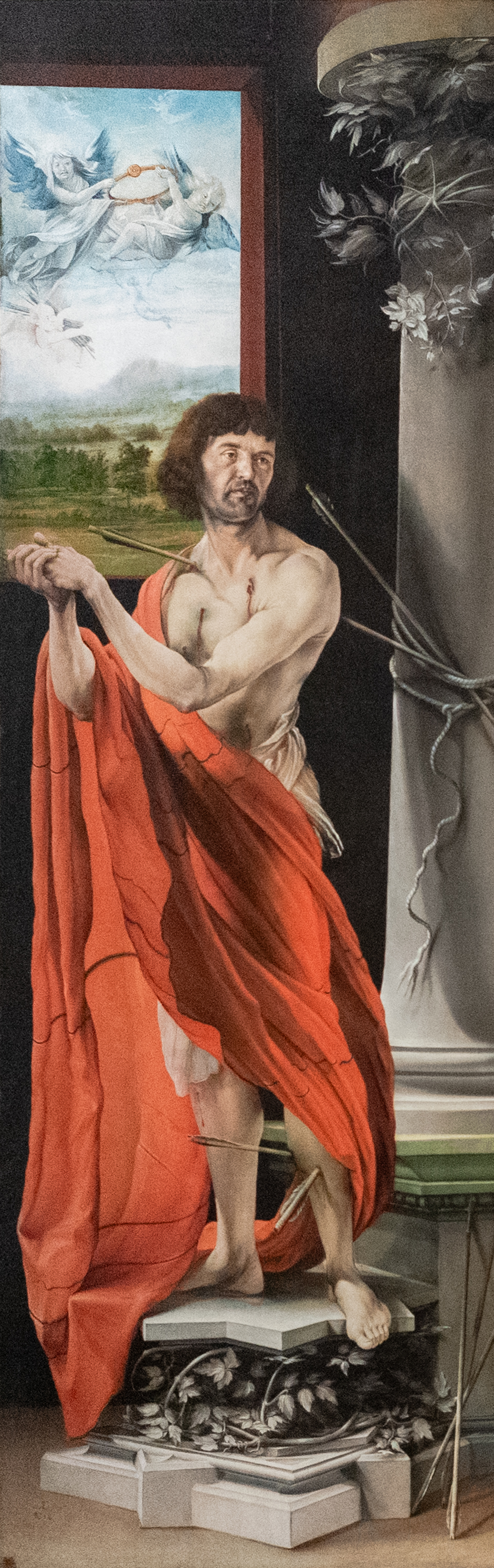
Стулка першої розгортки із св. Севастіаном.

### Святі Антоній і Себастьян

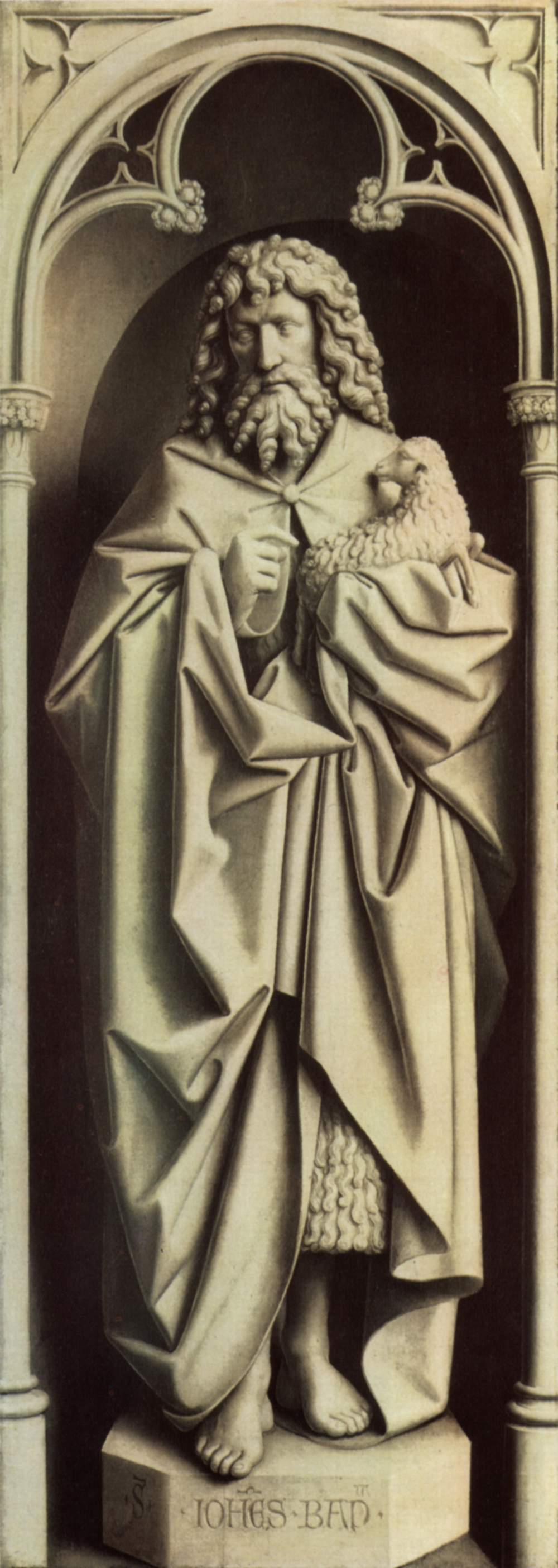
Іван Хреститель на Гентському вівтарі, 1432 рік.

Обидві стулки із зображеннями святих поглиблені щодо центральної частини, звільняючи місце для розкриття наступних пар стулок вівтаря. Святі у Грюневальда знаходяться на кам'яних п'єдесталах, обвитих рослинами. Таким же чином святі зображалися і раніше, наприклад, на Гентському вівтарі і на картинах Рогіра ван дер Вейдена. Однак вони зображали святих на постаментах в техніці гризайлі, а не в кольорі.
Фігура святого покровителя ордена антонітів на стулці Ізенгеймського вівтаря напрошувалася сама собою. На Антонії темно-червоне вбрання, в його руці посох, увінчаний Т-подібним хрестом. Праворуч над св. Антонієм з розбитого вікна визирає бісеня. Це натяк на відомі спокуси, що супроводжували святого в житті і які зображені на третій розгортці вівтаря. Однак Антоній залишається байдужим до них. Поглиблений в свої думки сивобородий старець дивиться в далечінь.
Близьким до антонітів, які займалися доглядом за хворими, був і св. Севастіан. Антоніти брали в свої лікарні на лікування і чумних хворих, а св. Севастіан вважався зцілителем від чуми. Згідно з легендою начальник варти римського імператора Діоклетіана Севастіан, який таємно сповідував християнство, традиційно зображувався прив'язаним до дерева. Однак у Грюневальда пронизаний нумідійськими стрілами св. Севастіан стоїть біля колони. Мистецтвознавець Цирманн вважає, що дві колони на стулках поруч зі святими — це алюзія до мідних колон Яхин і Боаз в храмі царя Соломона. Колона за Антонієм — це Боаз, Древо Пізнання і, отже, символ мудрості. Ренесансна капітель поруч зі св. Севастіаном символізує Яхин, Древо Життя.

### Голгофа

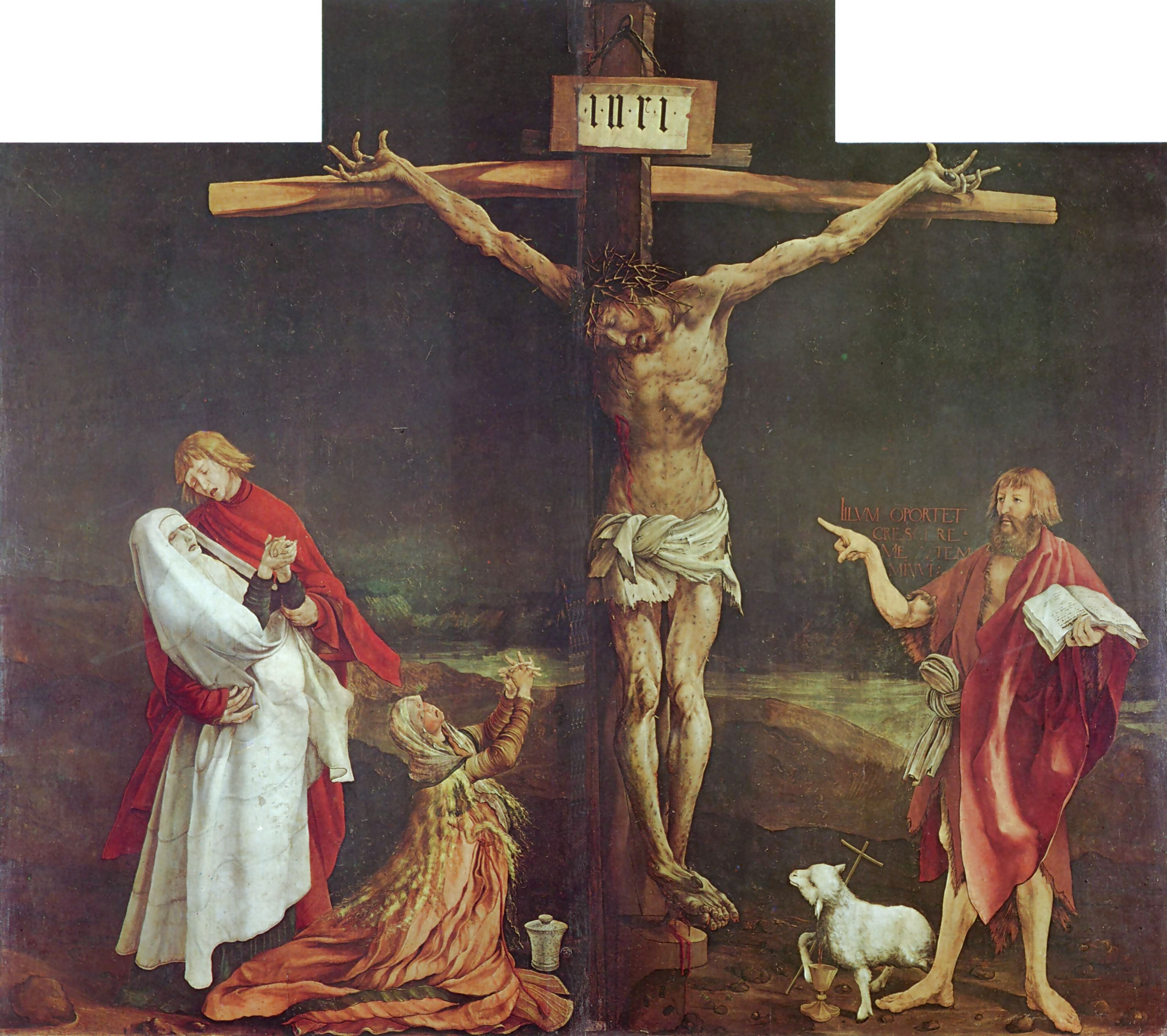
«Голгофа»

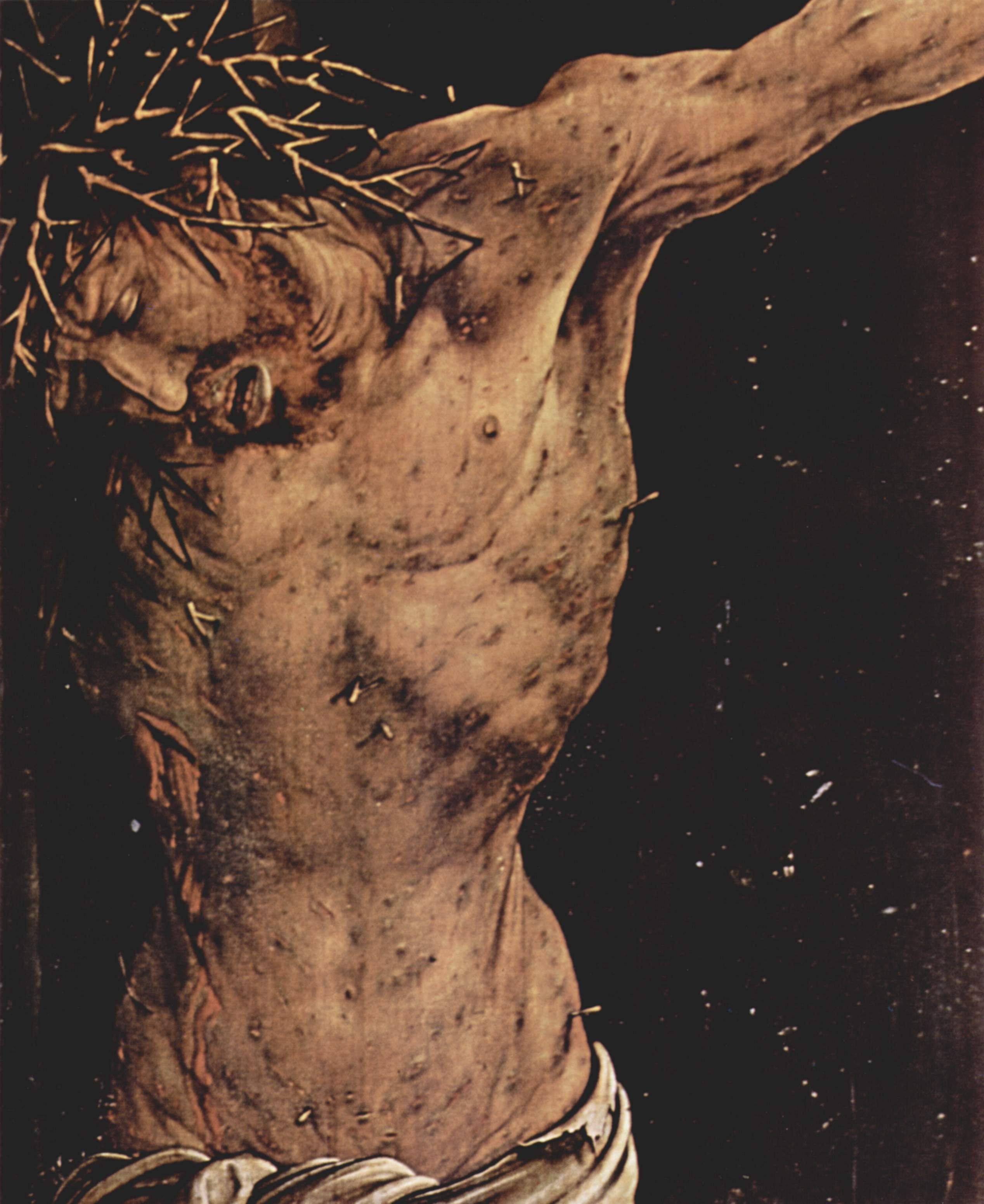
Фрагмент «Голгофи»

Розп'яття часто зустрічається на готичних вівтарних образах. Але ніколи до Матіаса Грюневальда драматичне сходження на Голгофу не зображувалося так болісно і шокуюче. На горі Голгофа Грюневальд зобразив поруч з Ісусом його мати Марію, апостола Івана, Марію Магдалину та Івана Хрестителя. Вся сцена з понівеченою фігурою Христа на грубому вигнутому хресті, з приголомшеною Дівою Марією, яка непритомніє, і іншими персонажами предстає немов якесь яскраве, надреальне бачення на тлі глибокої нічної темряви.

#### Зображення Ісуса Христа
Долоні Христа, які звело від болю, звернені до неба. Величезні цвяхи, якими прибиті до хреста ноги, розривають плоть, по стопах стікає кров.
Голова Ісуса, увінчана непропорційно великим терновим вінцем, покрита ранами і залита кров'ю. Губи його посиніли. Тернові голки, що вп'ялися в груди і руки Ісуса, нагадують про пережиту ним наругу. Тіло Ісуса покрито гнійними наривами зеленуватого кольору. Жахлива своїми деталями картина Страстей Христових за задумом художника повинна була викликати у глядача відчуття глибокого співчуття.

#### Знепртомнівша Марія

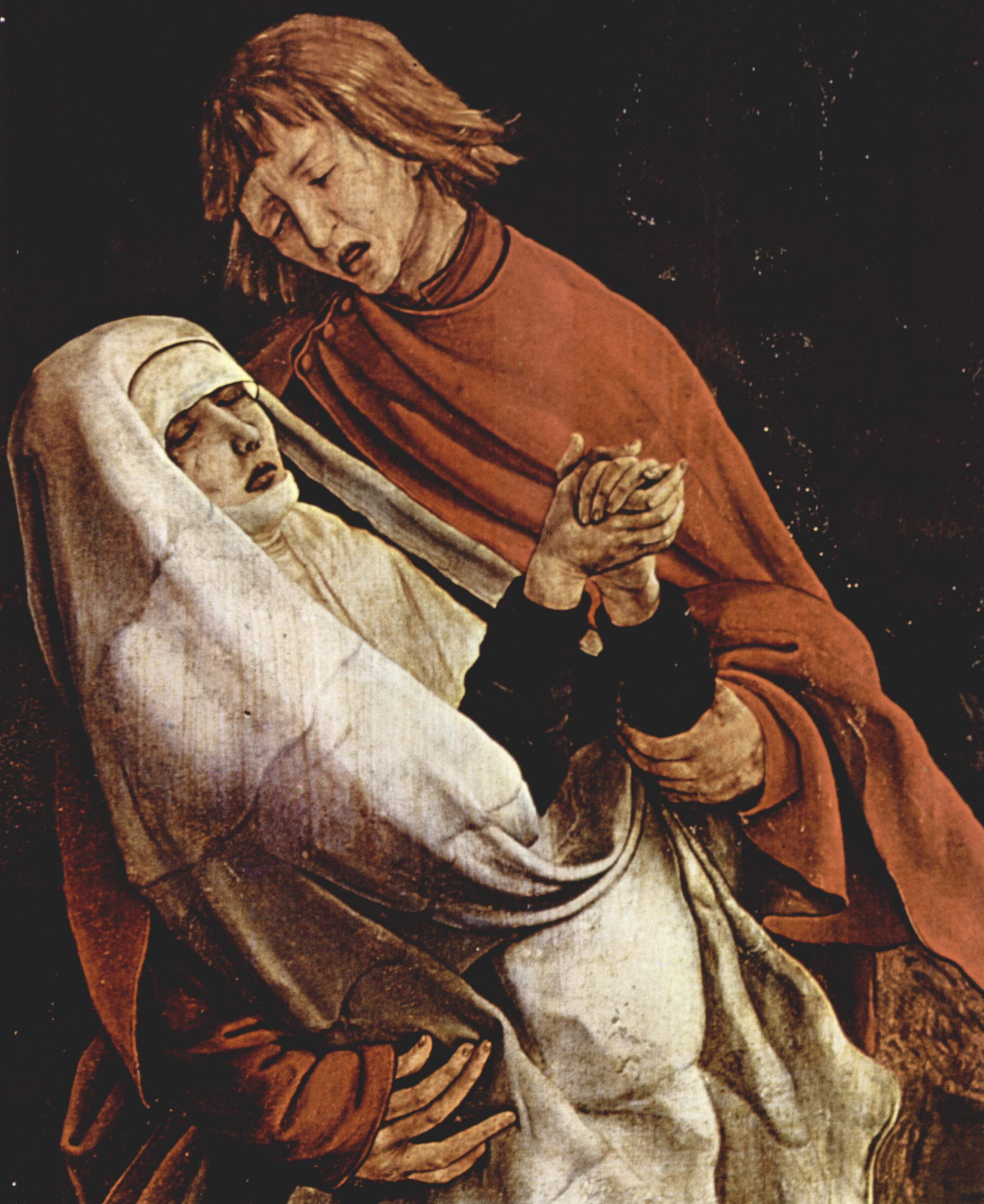
Діва Марія і апостол Іван.

«Зняття з Хреста», Рогір ван дер Вейден, до 1443 року; Музей Прадо, Мадрид.

Вражена тим, що відбувається, Діва Марія на картині Грюневальда, повністю згідно зі сформованою традицією, розташована ліворуч від розіп'ятого Ісуса. Лінія її обм'яклого в непритомності тіла паралельна лінії витягнутої руки Ісуса. Проведені дослідження картини показали, що Грюневальд кілька разів переписував образ Марії. Марія спершу стоячи зі складеними в молитві руками, дивилася на свого померлого сина. Під закритими тепер повіками Марії повністю промальовані очі. Змінивши позу Марії, Грюневальд використовував композиційний прийом, відомий зі «Зняття з хреста» Рогіра ван дер Вейдена, де положення рук Марії повторює положення рук Ісуса.

#### Апостол Іван
Падаючу Марію підхоплює апостол Іван. Він єдиний із зображених не дивиться на розп'ятого Ісуса. Його повний скорботи і співчуття погляд звернений до Діви Марії. Грюневальд переписував і цей образ в ході роботи, вписуючи в нове композиційне рішення з Марією.

#### Марія Магдалина

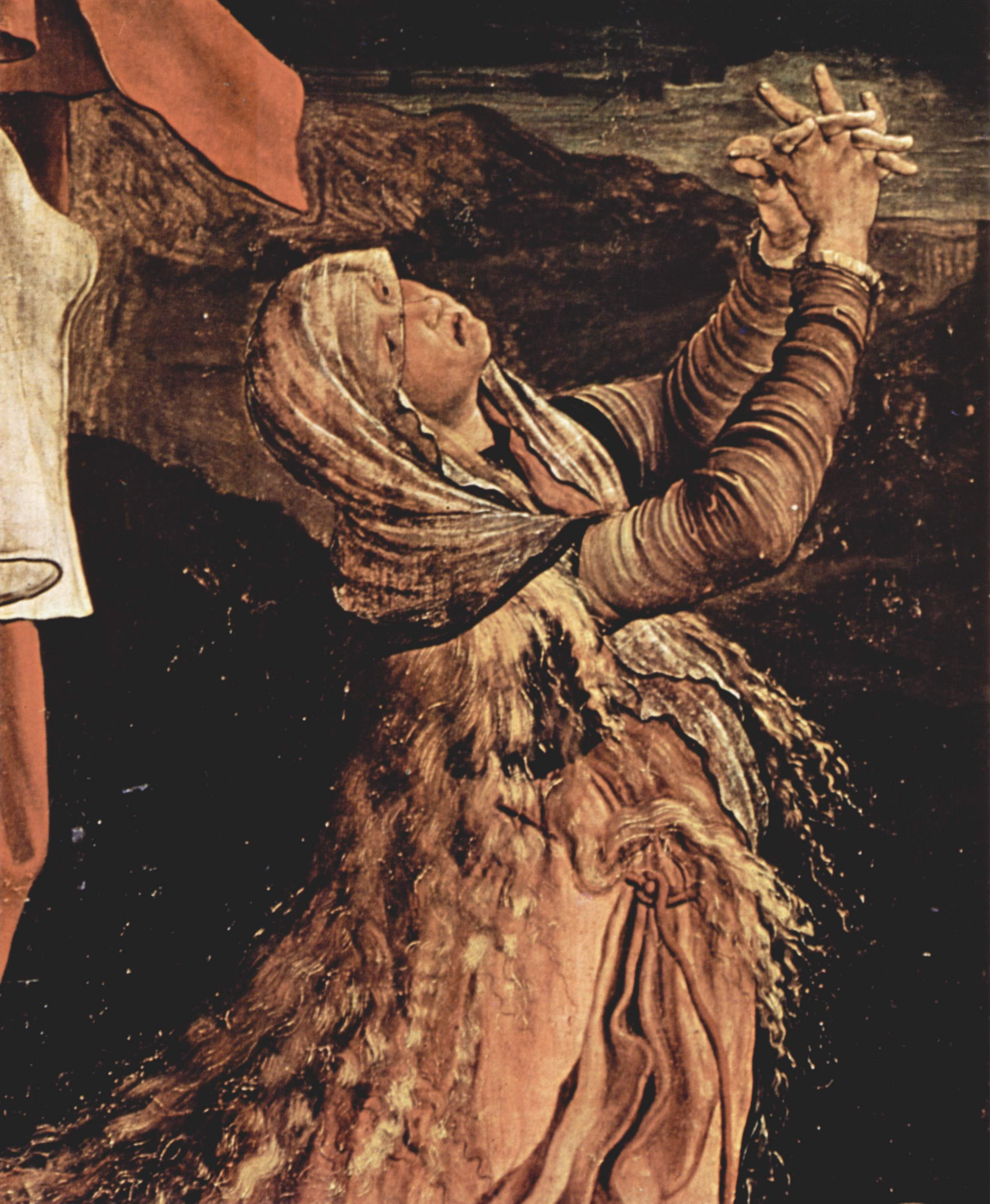
Марія Магдалина.

Зліва від Ісуса Матіас Грюневальд помістив Марію Магдалину у молитві. Поруч з нею її традиційний атрибут — посудина з притираннями, на ній можна розрізнити число 1515 — ймовірно, рік створення вівтаря. Обличчя Марії Магдалини звернене до Ісуса, рух її рук з переплетеними пальцями висловлює відчай.

#### Іван Хреститель
Праворуч від розіп'ятого Ісуса зображений Іван Хреститель. Хронологічно до того часу Івана Хрестителя вже не було в живих, на картині Грюневальда він зображений символічно як попередник Христа. Його вказівний палець спрямований на розп'ятого Христа, а за ним видніється підпис:
Illum opportet crescere me autem minui.
Це цитата з Євангелія від Івана, що перекладається як «Він має рости, я ж умалятися». Історик мистецтва Евальд Марія Феттер з цього приводу посилається на текст проповіді Августина, який назвав день народження Христа самим темним днем року, після якого день починає «рости». Днем народження Івана Хрестителя вважається 24 червня, коли тривалість світлого часу доби починає скорочуватися.

## Картини другої розгортки

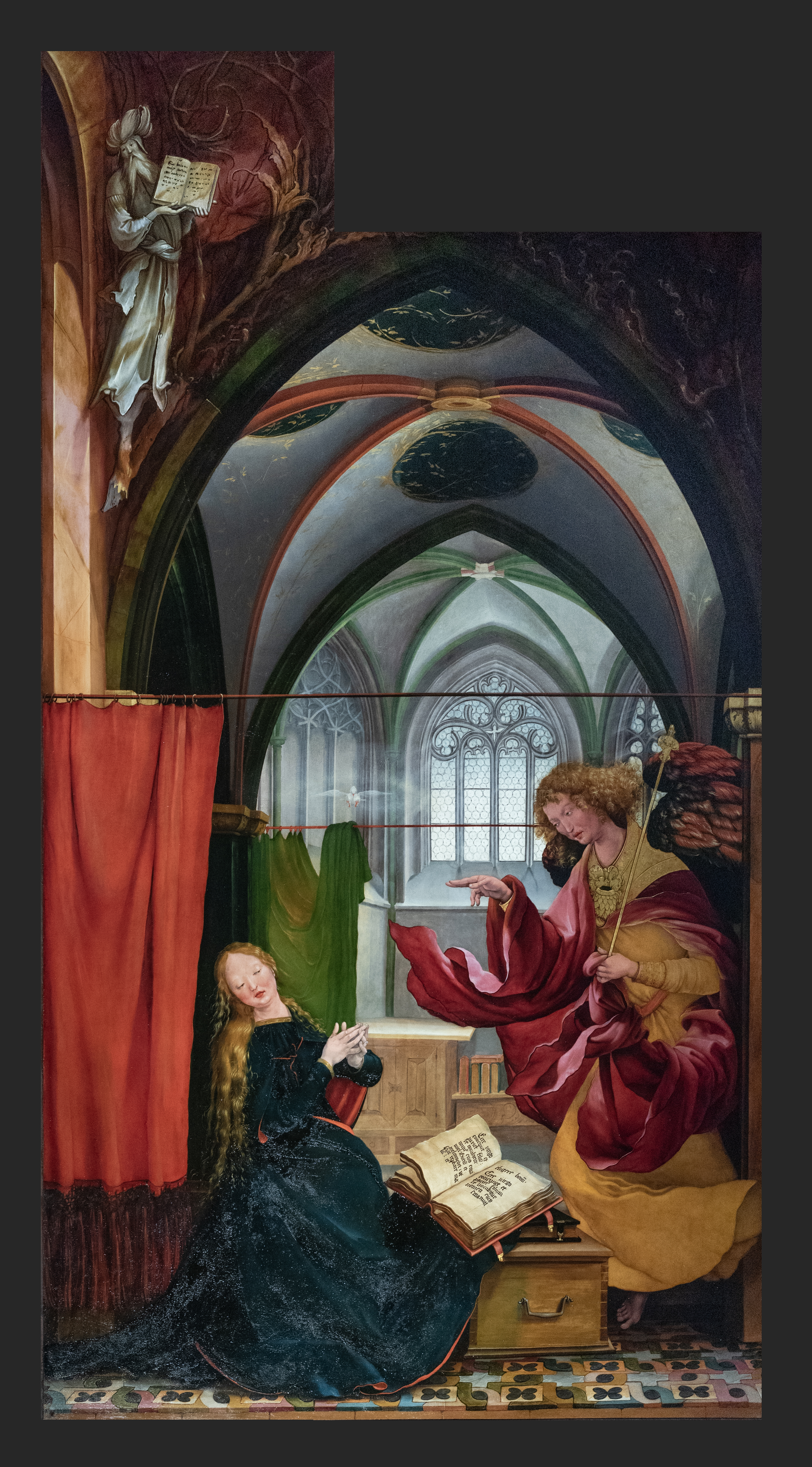
«Благовіщення» — ліва стулка другої розгортки.

### Благовіщення
Сюжет лівої стулки другої розгортки, присвячений Благовіщенню, заснований на пророцтвах Ісаї в Старому Заповіті (Іс. 7:14):
|  | Тому Господь Сам дасть вам знака: Ось Діва в утробі зачне, і Сина породить, і назвеш ім'я Йому: Еммануїл. Масло та мед буде Він споживати, аж поки не пізнає того, як зло відкидати та добро вибирати. |

Саме на цій сторінці відкрита книга, що лежить перед Марією, саме на цьому місці відкрита книга в руках самого пророка Ісаї, зображеного в лівому верхньому кутку стулки. Ісайя стоїть на корені, що символізує «Корінь Єссеїв»; його стебло йде високо вгору до самої стелі церкви.
На відміну від інших художників, що зображали сцену Благовіщення в житлових приміщеннях, наприклад, в спальні Марії, як у ван дер Вейдена, Грюневальд в своєму «Благовіщенні» поміщає діву Марію до готичної каплиці. В апокрифах і «Золотій легенді» Якова Ворагінського вказувалося, що дитинство Марії пройшло у храмі, де вона читала писання про прихід Месії.

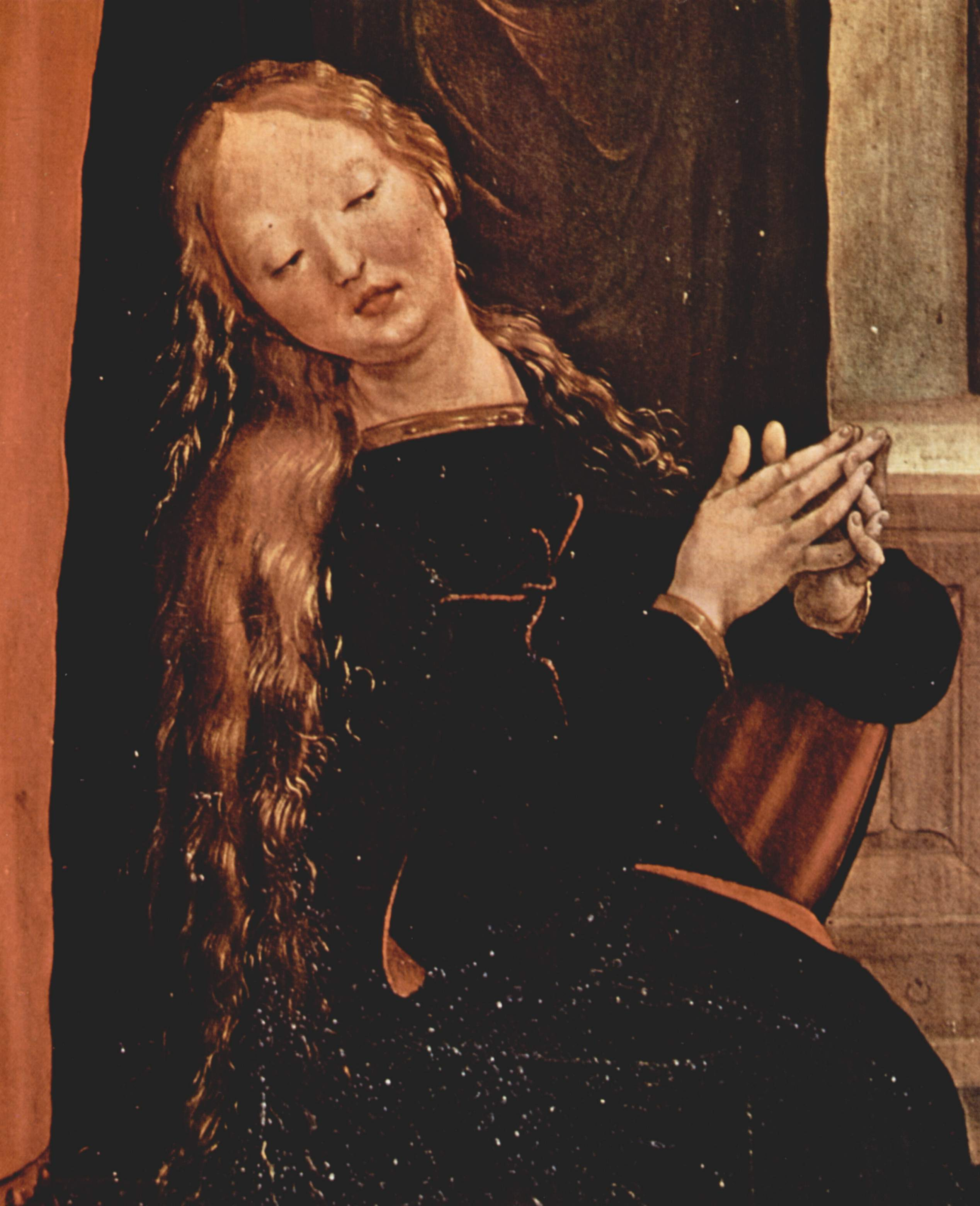
Фрагмент «Благовіщення».

Сцена Благовіщення з архангелом Гавриїлом, який сповіщає Марії про її особливу долю, знаходить відображення в образотворчому мистецтві, починаючи з III ст. Благовіщення часто зображувалося на вівтарях в XIV–XV ст. Поруч з Марією зазвичай знаходиться символ невинності — білосніжна лілія Мадонни.
Грюневальд відмовився від традиційної символіки, його «Благовіщення» відрізняється великою динамічністю. Мистецтвознавці називають появу архангела стрімким, його одяг майорить під поривом вітру. Жест його руки скоріш наказує, ніж вітає, а Марія, здається, з переляку відхиляється і відвертається від нього. Проте погляд її спрямований на ангела, його слова слухає її вухо. Тут також позначається вплив св. Августина, який вважав, що Марія почула слово Боже через віру. Живописці XV ст. зображали цей момент променем світла, що йде від голуба — символу Святого Духа — до вуха Марії. Є голуб і на картині Грюневальда: він наближається з глибини готичної каплиці.

### Ангельський концерт

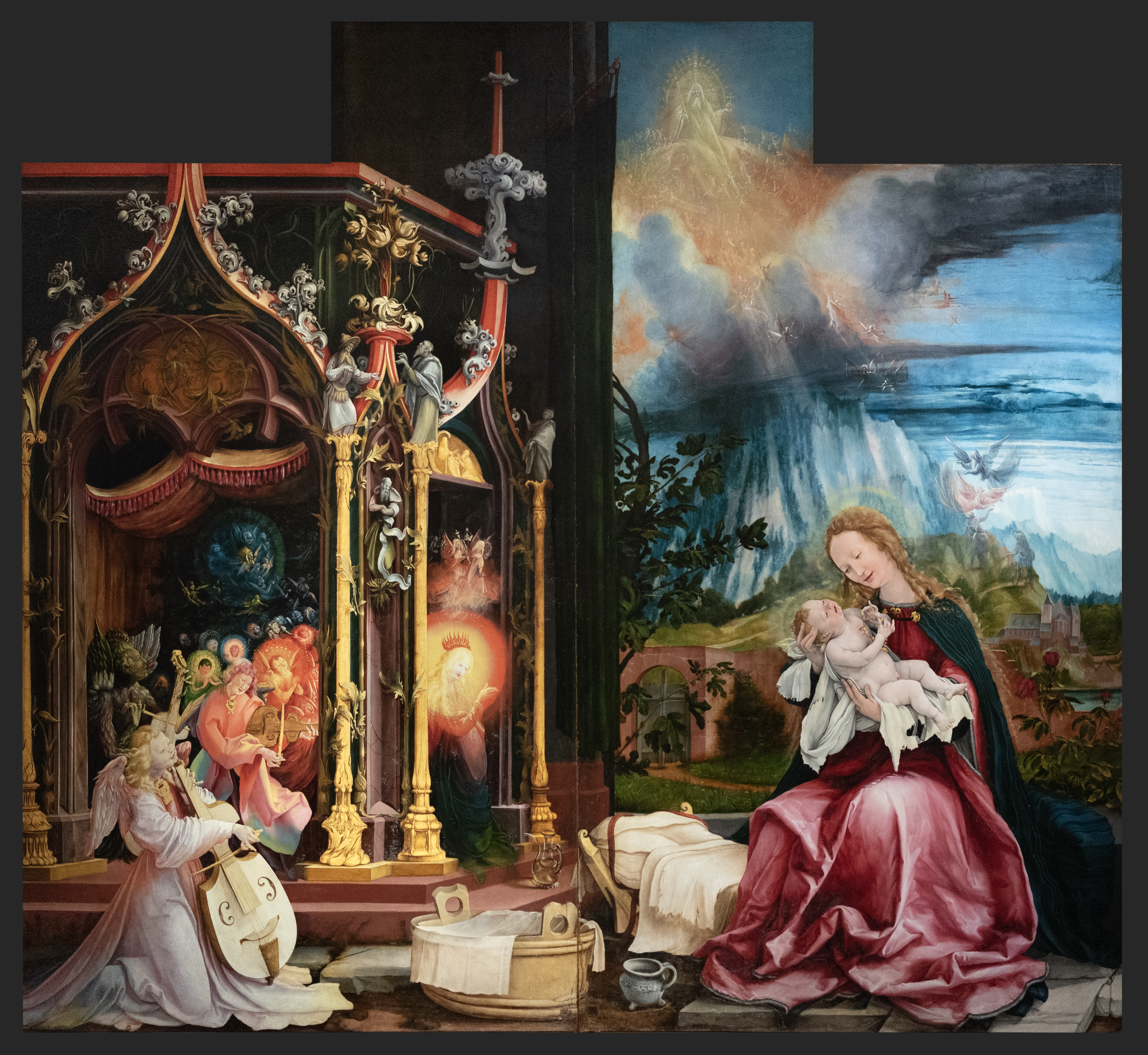
Різдвяна картина Ізенгеймського вівтаря.

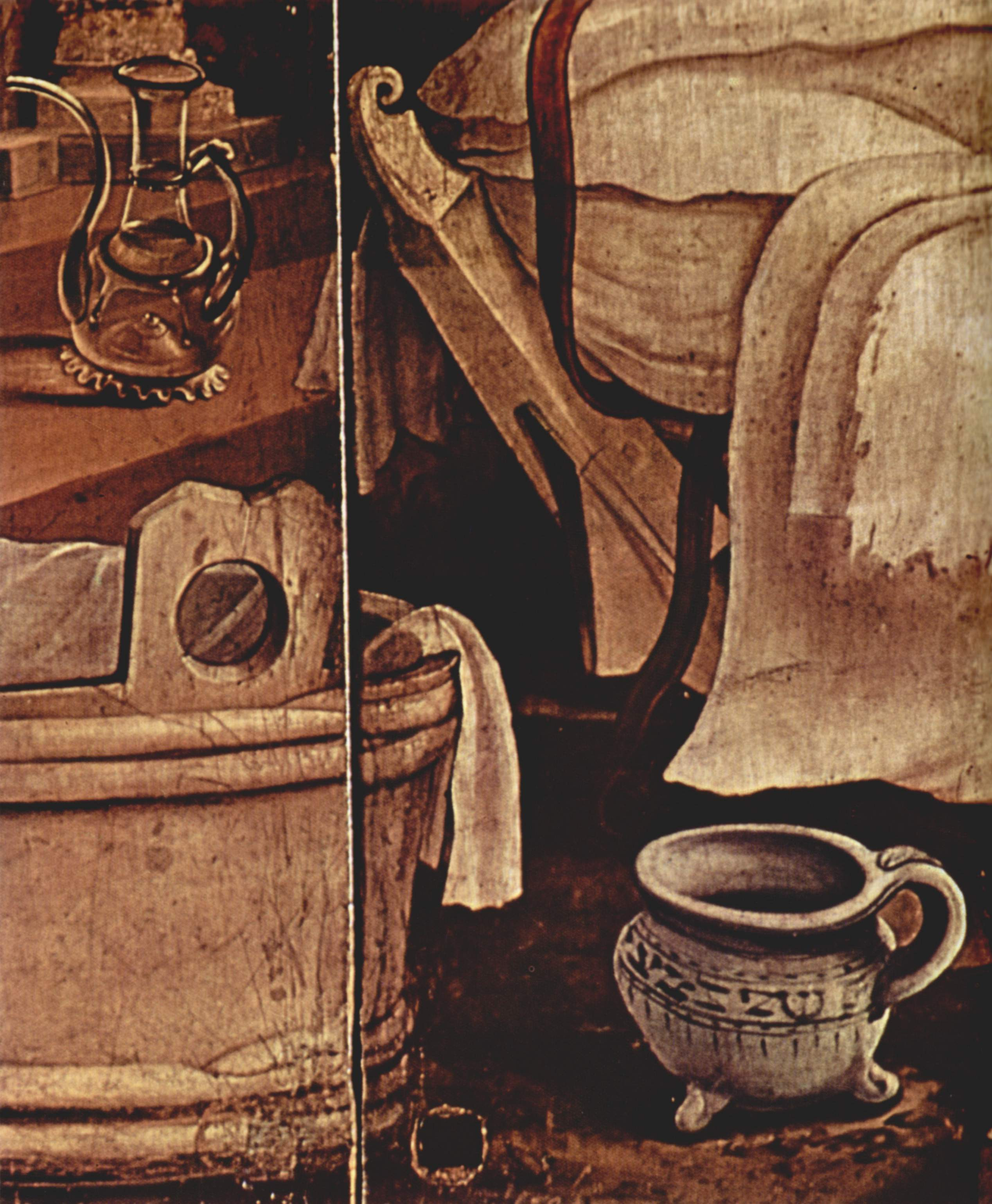
Предмети ужитку біля ніг Мадонни.

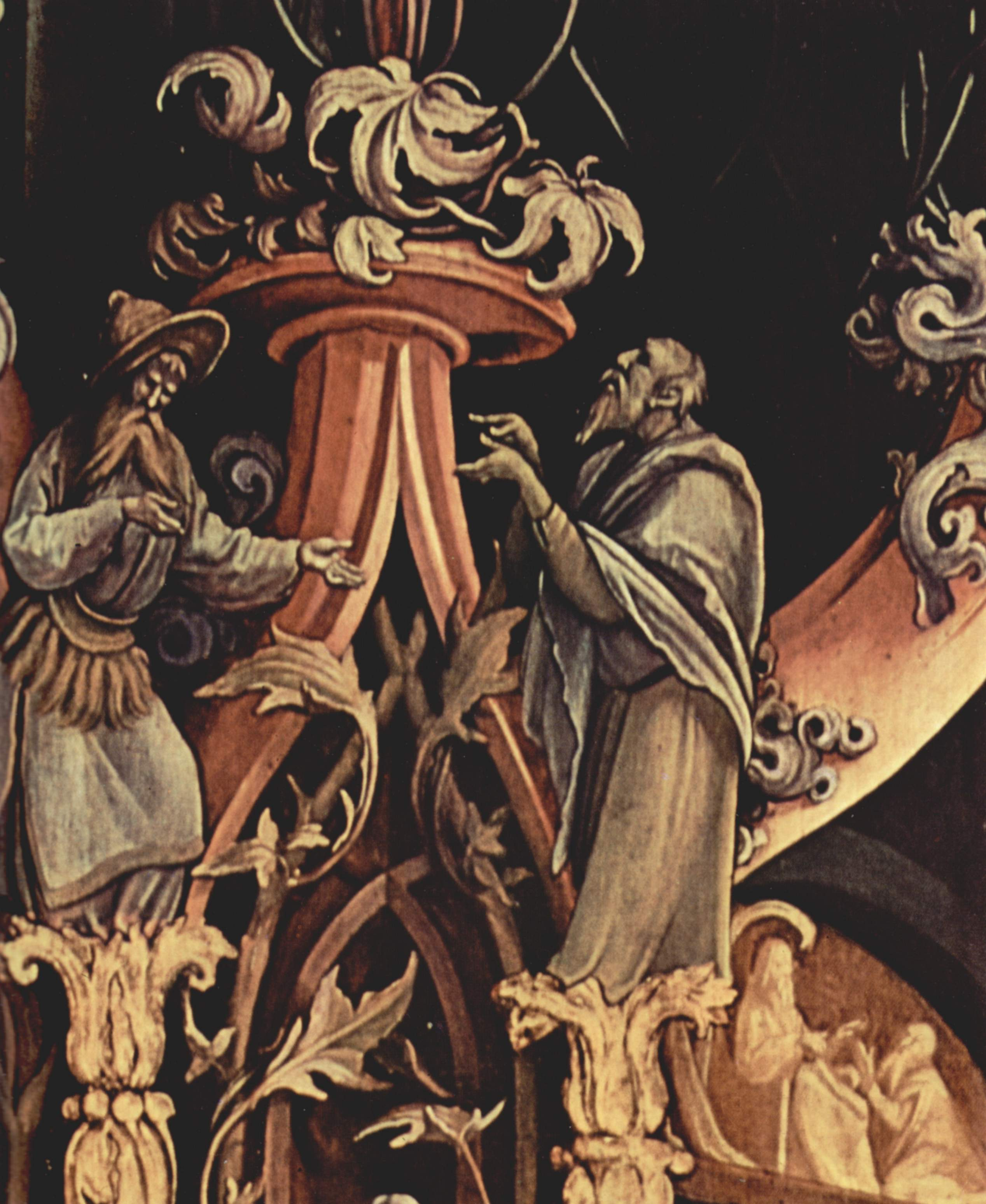
Фрагмент «Ангельського концерту». Пророки Єзекіїль і Єремія.

Картина Грюневальда «Ангельський концерт» в центральній частині другої розгортки також вирізняється значною своєрідністю.
На картині зображені ангели, які зібралися в храмі з музичними інструментами на концерт для Діви Марії. На центральній картині розгортки Марія з'являється двічі. Спочатку погляд глядача зупиняється на усміхненій Марії на правій половині картини, вона сидить з немовлям на руках на тлі природи. В руках дитини розарій. Її фігура досить велика, вона не помістилася б у храмі, зображеному на лівій половині картини. Її неприкрите волосся говорить про те, що це неодружена жінка. Біля ніг Марії знаходяться звичайні предмети побуту: дерев'яна діжка, горщик і ліжко. Значення зображених предметів є предметом дискусій серед мистецтвознавців. Якщо це нічний горщик, то він є символом Втілення Ісуса. Якщо це посудина для води, то разом з дерев'яною діжкою вона є символом Хрещення.
Дерев'яна діжка з рушником і горщиком трактуються також як нагадування про те, що вівтар був створений для монастиря, який займався доглядом за хворими: орден антонітів піклувався не тільки про душевне, а й про тілесне зцілення людей.
Марія праворуч зображена в іконографічно традиційному саду «Hortus conclusus». Смоківниця символізує церкву. Червона троянда без шипів — один із символів Діви Марії. На дальньому плані ангел сповіщає двом пастухам про народження Христа у Вифлеємі. На картині відсутній Йосип, що традиційно зображався в таких випадках.
На лівій половині картини Мадонна зображена в храмі з німбом як Цариця небесна. Її фігура тут набагато менших розмірів, від неї виходить сяйво, а її голова увінчана короною. Всі ангели дивляться на Марію, лише ближчий до глядача ангел, здається, спостерігає за сусідньою сценою в саду. Грюневальд надав своїм ангелам як чоловічих, так і жіночих рис, що дозволялося живописними канонами того часу: ангели у Мікеланджело, наприклад, мають чоловічі риси, а у Дюрера або Тиціана вони схожі на маленьких дівчаток. Сяйво ангелів нагадує про їх безтілесність. Серафим зображений у відтінках червоного, Херувим — синього. Червоний і синій ангели витають у небі над Марією й на правій половині картини. Один з ангелів з контрабасом зображений у відтінках зеленого, що має символічне значення: червоний колір — символ сходу сонця, синій — це полудень. Зелений колір слугував для зображення Раю і вічного життя.
Незвичним є не тільки підбір музичних інструментів для ангельського концерту, а також сам факт музичення ангелів. За часів Грюневальда музика не грала особливої ролі в церковних обрядах. Органи в той час були невеликими і переносними, в урочисті та святкові дні використовувалися духові. Церковні хори були невеликими і виключно чоловічими. Струнні інструменти в церкві взагалі не використовувалися.
І тут можна знайти кілька біблійних персонажів. Біля лівого краю картини Мойсей тримає Скрижалі Закону. Біля правого краю «Ангельського концерту» Грюневальд зобразив Івана Хрестителя. На золотих колонах стоять зліва Єремія і справа Єзекіїль. Завдяки своїм видінням в Середні віки Єзекіїль вважався одним із символів Марії.

## Цікаві факти
- Німецький композитор Пауль Гіндеміт написав оперу та симфонію під назвою «Художник Матіс», головною дійовою особою яких є художник Матіас Грюневальд. За сюжетом опери художникові в його видіннях постають одна за одною фігури майбутнього величезного вівтарного образу — «Ізенгеймського вівтаря». У однойменної симфонії Гіндеміта «Ангельський концерт», «Оплакування Христа» і «Спокуси св. Антонія» музичною мовою описують три розгортки «Ізенгеймського вівтаря».